# Liste von Todesopfern der Nuklearkatastrophe von Tschernobyl
Die Nuklearkatastrophe von Tschernobyl (ukrainisch Чорнобильська катастрофа, Chornobylʹsʹka katastrofa) ereignete sich am 26. April 1986 im Block 4 des Kernkraftwerks Tschernobyl in der Ukrainischen SSR, damals ein Teil der Sowjetunion, heute Teil der Ukraine. Der wissenschaftliche Konsens über die Auswirkungen des Unfalls wurde vom United Nations Scientific Committee on the Effects of Atomic Radiation (UNSCEAR) entwickelt. In mehreren Publikationen hat das UNSCEAR weniger als 60 unmittelbare Tote durch Trauma, Akute Strahlenkrankheit und Schilddrüsenkrebs aus einer Gruppe von 4000 Schilddrüsenkrebsfällen ermittelt. Verschiedene NGOs sind der Ansicht, dass die Spätfolgen des Unfalls über eine Million Todesfälle verursachten. Die UN und andere Organisationen wie das Tschernobyl-Forum und die Weltgesundheitsorganisation bezeichnen solche Angaben als übertrieben und fordern detaillierte Dokumentationen.
Die Klärung der Frage wird dadurch verkompliziert, dass, abgesehen von der Diagnose akuter Strahlenkrankheit und offensichtlicher Unfallverletzungen, eine Zuordnung von Todesfällen mehr ein statistischer als ein diagnostischer Vorgang ist. Die Auswirkungen von ionisierender Strahlung auf den Organismus werden mit zunehmender empirischer Erfahrung besser verständlich.
1986 stieg die offizielle sowjetische Zahl der Todesopfer von 2 auf 31. Unmittelbar nach dem Unfall waren 600.000 Liquidatoren aus allen Teilen der Sowjetunion an den Aufräumarbeiten beteiligt. Mehrere Organisationen behaupten, dass im Zuge der unmittelbaren Geschehnisse und der Aufräumarbeiten mindestens 6000 Personen verstarben.

## Todesfälle durch Strahlenkrankheit und Verletzungen
In der folgenden Liste werden 50 Personen benannt, deren Tod unmittelbar durch die Nuklearkatastrophe von Tschernobyl verursacht wurde. Von diesen starben zwei durch die Explosion, vier bei einem einzelnen Hubschrauberabsturz, zweiunddreißig an akuter Strahlenkrankheit und drei durch medizinische Komplikationen, die als Spätfolge des Unfalls angesehen werden. Unter den Todesopfern befanden sich ein Kameramann, ein Arzt, sieben Feuerwehrmänner, zwei Aufsichtsorgane, sowie 30 Angehörige des Kraftwerkspersonals. Nach dem Unfall starb eine Person am Kraftwerksgelände an einer Herzthrombose, 15 Kinder starben an Schilddrüsenkrebs und werden als direkte Opfer der Katastrophe angesehen. Zivilpersonen wurden in den Monaten nach der Katastrophe nicht stationär medizinisch behandelt, die Fischer Pustavoit und Protasov erhielten Strahlendosen in Höhe von 400 rem. 137 Personen erkrankten laut offiziellen Angaben an akuter Strahlenkrankheit.
| Auf der offiziellen Liste | Name in russischer Sprache: Familienname, Vorname und Patronym (Lateinische Schrift) (Kyrillisch) | Geburtsdatum und -Ort                                                             | Todesdatum und -Ort                | Todesursache                                                                                  | Tätigkeit                                                                                              | Beschreibung | Auszeichnung |
| ------------------------- | ------------------------------------------------------------------------------------------------- | --------------------------------------------------------------------------------- | ---------------------------------- | --------------------------------------------------------------------------------------------- | --- | --- | --- |
| Ja                        | Akimow, Alexander Fjodorowitsch Акимов, Александр Фёдорович                                       | 6. Mai 1953, Nowosibirsk, Russische SFSR                                          | 11. Mai 1986, Moskau               | Akute Strahlenkrankheit, Verbrennungen an 100 % des Körpers, mit 15 Gray verstrahlt           | Schichtleiter des Blocks 4                                                                             | Akimow war als leitender Reaktorfahrer tätig und befand sich zum Zeitpunkt der Explosion im Kontrollraum. Beim Versuch, Kühlwasser in den Reaktor zu pumpen wurde er tödlich verstrahlt. | Ukrainischer Orden für Tapferkeit des dritten Grads. |
| Ja                        | Baranow, Anatoli Iwanowitsch Баранов, Анатолий Иванович                                           | 13. Juni 1953, Nowja Majatschka, Oblast Cherson, Ukrainische SSR                  | 20. Mai 1986, Moskau               | Akute Strahlenkrankheit                                                                       | leitender Elektrotechniker                                                                             | Überwachte die Generatoren, war an der Brandbekämpfung in der Generatorhalle beteiligt. | Ukrainischer Orden für Tapferkeit des dritten Grads, Sowjetischer Orden der Oktoberrevolution                                                                    |
| Ja                        | Braschnik, Wjatscheslaw Stepanowitsch Бражник, Вячеслав Степанович                                | 3. Mai 1957, Atbassar, Oblast Akmolinsk, Kasachische Sowjetrepublik               | 14. Mai 1986                       | Akute Strahlenkrankheit                                                                       | höherrangiger Operator im Turbinenraum                                                                 | Befand sich zum Zeitpunkt der Explosion in der Turbinenhalle. Wurde mit über 1000 Rad hauptsächlich von einem Stück Brennstoff nahe dem Turbogenerator 7 während der manuellen Bedienung der Ölnotventile der Turbine verstrahlt. | Ukrainischer Orden für Tapferkeit des dritten Grads; Ehrenzeichen der Sowjetunion.                                                                               |
| Ja                        | Chodemtschuk, Walerij Illitsch Ходемчук, Валерий Ильич                                            | 24. März 1951, Kropywne, Rajon Iwankiw, Oblast Kiew, Ukrainische SSR              | 26. April 1986, Tschernobyl        | Verletzungen                                                                                  | leitender Techniker, Hauptzirkulatorpumpe, 4. Reaktor                                                  | Chodemtschuks Arbeitsplatz lag im südlichen Maschinenraum der Hauptzirkulatorpumpen. Er wurde durch die Explosion vermutlich sofort getötet. Sein Leichnam wurde nicht gefunden und ist vermutlich unter den Trümmern der Dampfkesseltrommel begraben. Ein Gedenkstein für Chodemtschuk wurde im Gebäude des 4. Reaktors aufgestellt. | Ukrainischer Orden für Tapferkeit des dritten Grads. |
|                           | Christitsch, Leonid Iwanowitsch Христич, Леонид Иванович                                          | 28. Februar 1953                                                                  | 2. Oktober 1986, Tschernobyl       | Hubschrauberabsturz                                                                           | Hubschrauberpilot                                                                                      | Christitschs Hubschrauber sollte Material auf den offenliegenden Reaktor abwerfen. Beim Endanflug kollidierte der Hubschrauber mit dem Kabel eines Krans und stürzte ab. | |
| Ja                        | Degtjarenko, Wiktor Michailowitsch Дегтяренко, Виктор Михайлович                                  | 10. August 1954, Rjasan, Russische SFSR                                           | 19. Mai 1986, Moskau               | Akute Strahlenkrankheit                                                                       | Reaktorfahrer                                                                                          | Degtjarenko befand sich zum Zeitpunkt der Explosion in der Nähe der Pumpen. Sein Gesicht wurde von heißem Wasser oder Dampf verbrüht. | Ukrainischer Orden für Tapferkeit des dritten Grads; Ehrenzeichen der Sowjetunion.                                                                               |
|                           | Djatlow, Anatoli Stepanowitsch Дятлов, Анатолий Степанович                                        | 3. März 1931, Atamanowo, Region Krasnojarsk, Russische SFSR                       | 13. Dezember 1995, Kiew, Ukraine   | Herzinsuffizienz, wahrscheinlich eine Spätfolge der Strahlenexpositionen                      | Delegierter Chefingenieur des Kraftwerks                                                               | Djatlow überwachte als Assistent Fomins den Test und war zum Zeitpunkt der Explosion im Kontrollraum anwesend. Djatlow wurde mit 550 Rad verstrahlt, als er mit Nikolai Gorbachenko den beschädigten Bereich erkundete. Er erlitt Verbrennungen im Gesicht, an der rechten Hand und an den Beinen. Nach der Katastrophe wurde er aus der Kommunistischen Partei ausgeschlossen und im August 1986 in Haft genommen. Im August 1987 wurde ein Prozess gegen ihn eröffnet, in dem er wegen grober Verletzungen der Sicherheitsvorschriften zu 10 Jahren Haft in einem Arbeitslager verurteilt wurde. Nach fünf Jahren wurde er aufgrund schlechter Gesundheit vorzeitig entlassen. | |
|                           | Ganschuk, Nikolai Alexandrowitsch Ганжук, Николай Александрович                                   | 26. Juni 1960                                                                     | 2. Oktober 1986                    | Hubschrauberabsturz                                                                           | Hubschrauberbesatzung                                                                                  | Ganschuks Hubschrauber sollte Material auf den offenliegenden Reaktor abwerfen. Beim Endanflug kollidierte der Hubschrauber mit dem Kabel eines Krans und stürzte ab. | |
|                           | Ignatenko, Wassili Iwanowitsch Игнатенко, Василий Иванович                                        | 13. März 1961, Sperischje, Gomelskaja Oblast, Weißrussische SSR                   | 13. Mai 1986, Moskau               | Akute Strahlenkrankheit                                                                       | Gruppenkommandant, 6. Paramilitärische Feuerwehr- und Rettungseinheit, Pripjat                         | Ignatenko, der den Rang eines Oberwachtmeisters bekleidete, war der erste Feuerwehrmann auf dem Reaktordach. Bei der Brandbekämpfung auf diesem wurde er tödlich verstrahlt. Er hinterließ seine Frau Ludmilla und deren ungeborenes Kind. Dieses starb kurz nach der Geburt an einem Herzfehler und einer Leberzirrhose, die vermutlich durch Verstrahlung verursacht wurden. | Held der Ukraine mit dem Orden des Goldenen Sterns, Kreuz für Tapferkeit, Rotbannerorden                                                                         |
|                           | Iwanenko, Jekaterina Alexandrowna Иваненко, Екатерина Александровна                               | 11. September 1932, Neschichow, Gomelskaja Oblast, Weißrussische SSR              | 26. Mai 1986, Moskau               | Akute Strahlenkrankheit                                                                       | Bewachungsorgan                                                                                        | Iwanenko bewachte ein Tor gegenüber dem Block 4 und verblieb dort bis zum Morgen. | Rotbannerorden |
| Ja                        | Kibenok, Wiktor Nikolajewitsch Кибенок, Виктор Николаевич                                         | 17. Februar 1963, Iwankow, Oblast Cherson, Ukrainische SSR                        | 11. Mai 1986, Moskau               | Akute Strahlenkrankheit                                                                       | Feuerwehrmann, 6. Paramilitärische Feuerwehr- und Rettungseinheit, Pripjat, Kiew                       | Kibenok bekleidete den Rang eines Leutnants und leitete die zweite Einheit. Er war an der Brandbekämpfung im Reaktorbereich, der Haupthalle und im Zwischenraum beteiligt. | Held der Sowjetunion und Lenin-Orden, verliehen durch ein Dekret des Präsidiums des Obersten Sowjet am 25. September 1986.                                       |
| Ja                        | Konowal, Juri Iwanowitsch Коновал, Юрий Иванович                                                  | 1. Januar 1942, Ust-Tscharyschskaja Pristan, Region Altai                         | 28. Mai 1986, Moskau               | Akute Strahlenkrankheit                                                                       | Elektriker                                                                                             | Betreute Anlagen und unterstützte die Brandbekämpfung im 4. und 5. Block. | Ukrainischer Orden für Tapferkeit des dritten Grades; Ehrenabzeichen der Sowjetunion.                                                                            |
| Ja                        | Kudrjawzew, Alexander Gennadijewitsch Кудрявцев, Александр Геннадиевич                            | 11. Dezember 1957, Kirow, Russische SFSR                                          | 14. Mai 1986, Moskau               | Akute Strahlenkrankheit                                                                       | Kandidat für den Posten des Reaktorkontroll-Chefingenieurs                                             | Kudrjawzew befand sich zum Zeitpunkt der Explosion im Kontrollraum. Er beabsichtigte, die Steuerstäbe zu finden und händisch in den Reaktor zu fahren. Kudrjawzew wurde tödlich verstrahlt, als er in den offenliegenden Reaktorkern blickte. | Ukrainischer Orden für Tapferkeit des dritten Grads. |
| Ja                        | Kurgus, Anatoli Charlampijewitsch Кургуз, Анатолий Харлампиевич                                   | 12. Juni 1957, Krasnowitschi, Oblast Brjansk, Russische SFSR                      | 12. Mai 1986, Moskau               | Akute Strahlenkrankheit                                                                       | leitender Reaktorfahrer, zentrale Halle                                                                | Kurgus erlitt Verbrühungen, als radioaktiver Dampf in seinen Arbeitsplatz eindrang. Ungeachtet dessen unterstützte er die Bergung anderer Arbeiter. Der mit ihm tätige Oleg Genrich überlebte. | Lenin-Orden, Ukrainisches Kreuz für Tapferkeit |
| Ja                        | Leletschenko, Alexander Grigorjewitsch Лелеченко, Александр Григорьевич                           | 26. Juli 1938, Nowoorechowka, Rajon Lubenski, Oblast Poltawa, Ukrainische SSR     | 7. Mai 1986, Kiew, Ukrainische SSR | Akute Strahlenkrankheit, verstrahlt mit über 2.500 Rad                                        | Stellvertretender Leiter des elektrischen Bereichs                                                     | Leletschenko war vormaliger Schichtleiter des Elektrikbereichs im Kraftwerk Leningrad. Zum Zeitpunkt der Explosion kam er gerade in den Kontrollraum und befand sich dort bei Kukhar. In der Absicht, seine jüngeren Kollegen vor der Gefahr hoher Strahlendosen zu bewahren, betrat er durch radioaktives Wasser überflutete und durch Trümmer teilweise blockierte Bereiche dreimal, um die Elektrolyseure und die Wasserstoffzufuhr zu den Generatoren abzustellen. Danach versuchte er, die Stromzufuhr zu den Pumpen herzustellen. Nach einer medizinischen Versorgung setzte er seine Arbeit für mehrere Stunden fort.                                                     | Lenin-Orden, Held der Ukraine mit dem Orden des Goldenen Sterns, Ukrainisches Kreuz für Tapferkeit                                                               |
| Ja                        | Lopatjuk, Wiktor Iwanowitsch Лопатюк, Виктор Иванович                                             | 22. August 1960, Lilow, Oblast Kiew, Ukrainische SSR                              | 17. Mai 1986, Moskau               | Akute Strahlenkrankheit                                                                       | Elektriker                                                                                             | Lopatjuk wurde tödlich verstrahlt, als er die Elektrolyseure abschaltete. | Lenin-Orden, Ukrainisches Kreuz für Tapferkeit. |
| Ja                        | Lusganowa, Klawdija Iwanowna Лузганова, Клавдия Ивановна                                          | 9. Mai 1927                                                                       | 31. Juli 1986, Moskau              | Akute Strahlenkrankheit, vermutlich mit 600 Rad verstrahlt                                    | Bewachungsorgan                                                                                        | Bewachte die Baustelle einer Lagerhalle für gebrauchte Brennelemente, die 200 Meter von Block 4 entfernt lag. | Rotbannerorden. |
| Ja                        | Nowik, Alexander Wassiljewitsch Новик, Александр Васильевич                                       | 11. August 1961, Horodyschtsche, Rajon Dubrowyzkyj, Oblast Riwne, Ukrainische SSR | 26. Juli 1986, Moskau              | Akute Strahlenkrankheit                                                                       | Maschinist und Inspekteur des Turbinenapparats                                                         | Wurde mit über 100 Rad bei den Lösch- und Sicherungsarbeiten in der Turbinenhalle verstrahlt. Der Großteil dieser Strahlenbelastung dürfte durch ein Brennstoffelement, das in einen Transformator bei Turbogenerator 7 geschleudert worden war, verursacht worden sein, als er versuchte, den Kontrollraum anzurufen. | Ukrainischer Orden für Tapferkeit des dritten Grads |
|                           | Orlow, Iwan Lukitsch Орлов, Иван Лукич                                                            | 10. Januar 1945                                                                   | 13. Mai 1986                       | Akute Strahlenkrankheit                                                                       | Physiker                                                                                               | Orlow wurde tödlich verstrahlt, als er die Wasserzufuhr zum Reaktor in Gang zu setzen versuchte. | |
|                           | Orlow, Warsinian Орлов, Варсиниан                                                                 | ?                                                                                 | ?                                  | Akute Strahlenkrankheit                                                                       | lokaler Arzt                                                                                           | Orlow behandelte drei Stunden lang am Unfallort verstrahlte Personen. Mit diesen wurde er in das 6. Moskauer Krankenhaus gebracht. | |
| Ja                        | Pertschuk, Konstantin Grigorjewitsch Перчук, Константин Григорьевич                               | 23. November 1952, Magadan, Kolyma, Russische SFSR                                | 20. Mai 1986, Moskau               | Akute Strahlenkrankheit                                                                       | Turbinenoperateur, leitender Ingenieur                                                                 | Der Maschinist und Inspekteur des Turbinenapparats wurde mit über 1000 Rad bei den Lösch- und Sicherungsarbeiten in der Turbinenhalle verstrahlt. Der Großteil dieser Strahlenbelastung dürfte durch ein Brennstoffelement, das in einen Transformator bei Turbogenerator 7 geschleudert worden war, verursacht worden sein, als er versuchte, den Not-Ölauslass der Turbine zu betätigen. | Ukrainischer Orden für Tapferkeit des dritten Grads. |
| Ja                        | Perewostschenko, Waleri Iwanowitsch Перевозченко, Валерий Иванович                                | 6. Mai 1947, Starodub, Brjansk, Russische SFSR                                    | 13. Mai 1986, Moskau               | Akute Strahlenkrankheit                                                                       | Vorarbeiter im Reaktorbereich                                                                          | Perewostschenko wurde tödlich verstrahlt, als er versuchte, Chodemtschuk und andere zu finden und zu bergen. Später versuchte er, die Kontrollstäbe aufzufinden, um sie händisch in den Reaktor zu fahren. Zusammen mit Kudrjawzew und Proskurjakow blickte er direkt in den offenliegenden Reaktorkern. Dabei erlitt er Verbrennungen an seiner Körperseite und am Rücken. | Ukrainischer Orden für Tapferkeit des dritten Grads. |
|                           | Popow, Georgi Illarionowitsch Попов, Георгий Илларионович                                         | 21. Februar 1940                                                                  | 13. Juni 1986                      | Akute Strahlenkrankheit                                                                       | Popow war beim Charkiwer Betrieb Turbatom beschäftigt, der als Subunternehmer im Kraftwerk tätig war   | Der Vibrationsspezialist war in einem mobilen Labor bei Turbine 8 tätig. Er unterstützte die Brandbekämpfung in der Turbinenhalle. | |
| Ja                        | Prawik, Wladimir Pawlowitsch Правик, Владимир Павлович                                            | 13. Juni 1962, Tschernobyl, Oblast Kiew, Ukrainische SSR                          | 11. Mai 1986, Moskau               | Akute Strahlenkrankheit                                                                       | Offizier, 2. Paramilitärische Feuerwehr- und Rettungseinheit, Tschernobyl                              | Prawik leitete den ersten Trupp auf dem Reaktordach und begab sich mehrmals auf das Dach der Einheit C, wo er in Höhe des Stockwerks 71 die Löscharbeiten beaufsichtigte. Dabei erhielt er eine tödliche Strahlendosis. Seine Augen sollen sich bedingt durch die Strahlung von braun in blau umgefärbt haben. | Held der Sowjetunion mit dem Leninorden, verliehen durch ein Dekret des Präsidium des Obersten Sowjet am 25. September 1986.                                     |
| Ja                        | Proskurjakow, Wiktor Wassilowitsch Проскуряков, Виктор Васильович                                 | 9. April 1955, Swobodny, Oblast Amur, Russische SFSR                              | 17. Mai 1986, Moskau               | Akute Strahlenkrankheit                                                                       | Kandidat für den Posten des Chefingenieurs zur Reaktorkontrolle                                        | Befand sich zum Zeitpunkt der Explosion im Kontrollraum. Beim Versuch, die Steuerstäbe zu finden um sie in den Reaktorkern zu fahren, blickte er direkt in den offenliegenden Reaktorkern. Er erlitt dabei Verbrennungen an seinem ganzen Körper und wurde tödlich verstrahlt. | Ukrainischer Orden für Tapferkeit des dritten Grads Sowjetischer Orden für Tapferkeit.                                                                           |
|                           | Sawenkow, Wladimir Iwanowitsch Савенков, Владимир Иванович                                        | 15. Februar 1958                                                                  | 21. Mai 1986                       | Akute Strahlenkrankheit                                                                       | Sawenkow war bei Charkiwer Betrieb Turbatom beschäftigt, der als Subunternehmer im Kraftwerk tätig war | Der Vibrationsspezialist war in einem mobilen Labor bei Turbine 8 tätig. Er wurde als erster krank, sein Leichnam wurde in Charkiw in einem Bleisarg bestattet. | |
| Ja                        | Schapowalow, Anatoli Iwanowitsch Шаповалов, Анатолий Иванович                                     | 6. April 1941, Kirowohrad, Ukrainische SSR                                        | 19. Mai 1986, Moskau               | Akute Strahlenkrankheit                                                                       | Elektriker                                                                                             | Unterstützte die Löscharbeiten und versuchte, die elektrischen Anlagen zu betreuen | Ukrainischer Orden für Tapferkeit des dritten Grades; Sowjetischer Orden der Völkerfreundschaft.                                                                 |
| Ja                        | Schaschenok, Wladimir Nikolajewitsch Шашенок, Владимир Николаевич                                 | 21. April 1951, Schtschutscha Hreblja, Oblast Tschernihiw, Ukrainische SSR        | 26. April 1986, Kiew               | thermische und Strahlenverbrennungen, Trauma                                                  | Systemadjusteur                                                                                        | Schaschenok war beim Betrieb Atomenergonaladka, der als Subunternehmen des Kraftwerks auftrat, beschäftigt. Er war im Raum 604 tätig und wurde dort bewusstlos und unter einem Balken eingeklemmt gefunden. Er erlitt einen Bruch der Wirbelsäule, Rippenbrüche und tiefe Verbrennungen. Er starb im Krankenhaus, ohne das Bewusstsein wiedererlangt zu haben. | Ukrainischer Orden für Tapferkeit des dritten Grads; Sowjetischer Orden für Courage.                                                                             |
|                           | Schewtschenko, Wladimir Nikititsch Шевченко, Владимир Никитич                                     | 23. Dezember 1929                                                                 | 29. März 1987                      | Krebs, Komplikationen der Akuten Strahlenkrankheit                                            | Ukrainischer Kameramann                                                                                | Schewtschenko filmte zahlreiche bekannte Aufnahmen aus der Frühphase des Unglücks, darunter auch die Aufnahme des Hubschraubers, der nach einer Kollision mit dem Kabel eines Krans abstürzte. | |
| Ja                        | Sitnikow, Anatoli Andrejewitsch Ситников, Анатолий Андреевич                                      | 20. Januar 1940, Woskressenka, Region Primorje, Russische SFSR                    | 30. Mai 1986, Moskau               | Akute Strahlenkrankheit                                                                       | Stellvertretender Betriebschefingenieur, Physiker                                                      | Sitnikow wurde mit rund 1500 Röntgen hauptsächlich am Kopf tödlich verstrahlt, als er von Fomin auf das Dach der Einheit C zur Erkundung der Reaktorhalle und des Reaktors entsandt wurde. | Sowjetischer Lenin-Orden, Ukrainisches Kreuz für Tapferkeit |
| Ja                        | Teljatnikow, Leonid Petrowitsch Телятников, Леонид Петрович                                       | 25. Januar 1951 Wwdenka, Gebiet Qostanai, Kasachische Sowjetrepublik              | 2. Dezember 2004, Kiew             | starb 18 Jahre nach dem Unglück, bei dem er eine Strahlendosis von 400 Rad erhielt, an Krebs. | Leiter der 2. Paramilitärischen Feuerwehr- und Rettungseinheit, Tschernobyl                            | Teljatnikow leitete die Betriebsfeuerwehr des Kraftwerks. Er befehligte die Brandbekämpfung. Nach dem Unglück war er weiterhin für die inneren Kräfte der Sowjetunion und später der Ukraine tätig. Er trat 1995 im Rang eines Generals in den Ruhestand über. | Held der Sowjetunion mit dem Lenin-Orden, verliehen durch ein Dekret des Präsidiums des Obersten Sowjet am 25. September 1986, Ukrainisches Kreuz für Tapferkeit |
| Ja                        | Tischtschura, Wladimir Iwanowitsch Тищура, Владимир Иванович                                      | 15. Dezember 1959, Nordbahnhof, Oblast Leningrad, Russische SFSR                  | 10. Mai 1986, Moskau               | Akute Strahlenkrankheit                                                                       | Feuerwehrmann, 6. Paramilitärische Feuerwehr- und Rettungseinheit, Pripjat, Kiew                       | Wachtmeister in Kibenoks Einheit, war an der Brandbekämpfung im Reaktorbereich, der Haupthalle und dem Trennbereich beteiligt. | Held der Ukraine mit dem Orden des Goldenen Stern, Ukrainisches Kreuz für Tapferkeit, Rotbannerorden                                                             |
| Ja                        | Titenok, Nikolai Iwanowitsch Титенок, Николай Иванович                                            | 5. Dezember 1962, Mykolaiwka, Oblast Kiew, Ukrainische SSR                        | 16. Mai 1986, Moskau               | externe und interne Strahlenverbrennungen, Bullöses Herz                                      | Feuerwehrmann, 6. Paramilitärische Feuerwehr- und Rettungseinheit, Pripjat, Kiew                       | Oberwachtmeister in Kibenoks Einheit, war an der Brandbekämpfung im Reaktorbereich, der Haupthalle und dem Trennbereich beteiligt. Er wurde vermutlich bei Löscharbeiten am Reaktordach und im Bereich des Reaktorkerns verstrahlt. | Held der Ukraine mit dem Orden des Goldenen Stern, Ukrainisches Kreuz für Tapferkeit, Rotbannerorden                                                             |
| Ja                        | Toptunow, Leonid Fjodorowitsch Топтунов, Леонид Федорович                                         | 16. August 1960, Nikoljewka, Rajon Burinski, Oblast Sumy, Ukrainische SSR         | 14. Mai 1986, Moskau               | Akute Strahlenkrankheit                                                                       | Leitender Reaktorkontrollingenieur                                                                     | Er befand sich zum Zeitpunkt der Explosion im Kontrollraum bei Akimow; er erhielt beim Versuch, die Wasserzufuhr zum Reaktor wiederherzustellen, eine tödliche Strahlendosis. | Ukrainischer Orden für Tapferkeit des dritten Grads. |
| Ja                        | Waschtschuk, Nikolai Wassiljewitsch Ващук, Николай Васильевич                                     | 5. Juni 1955, Bolschaja Chaitscha, Oblast Schytomyr, Ukrainische SSR              | 14. Mai 1986, Moskau               | Akute Strahlenkrankheit                                                                       | Gruppenkommandant, 6. Paramilitärische Feuerwehr- und Rettungseinheit, Pripjat, Kiew                   | Waschtschuk, der den Rang eines Wachtmeisters bekleidete, war an der Brandbekämpfung im Reaktorbereich, der Haupthalle und dem Trennbereich beteiligt. | Held der Ukraine mit dem Orden des Goldenen Stern. |
| Ja                        | Werschinin, Juri Anatoljewitsch Вершинин, Юрий Анатольевич                                        | 22. Mai 1959, Kossino, Oblast Kirow, Russische SFSR                               | 21. Juli 1986, Moskau              | Akute Strahlenkrankheit                                                                       | Maschinist und Inspekteur der Turbinen                                                                 | Werschinin befand sich zum Zeitpunkt der Explosion in der Turbinenhalle und wurde dort mit über 1000 Rad verstrahlt. Hauptsächlich dürfte diese Strahlenbelastung durch ein Brennstoffstück nahe dem Turbogenerator 7 verursacht worden sein. | Ukrainischer Orden für Tapferkeit des dritten Grads; Ehrenzeichen der Sowjetunion.                                                                               |
|                           | Worobjow, Wladimir Konstantinowitsch Воробьёв, Владимир Константинович                            | 21. März 1956                                                                     | 2. Oktober 1986, Tschernobyl       | Hubschrauberabsturz                                                                           | Hubschrauberbesatzung                                                                                  | Worobjows Hubschrauber sollte Material auf den offenliegenden Reaktor abwerfen. Beim Endanflug kollidierte der Hubschrauber mit dem Kabel eines Krans und stürzte ab. | |
|                           | Jungkind, Aleksander Jewchenowjtsch Юнхкинд, Олександр Евхновйч                                   | 15. April 1958                                                                    | 2. Oktober 1986, Tschernobyl       | Hubschrauberabsturz                                                                           | Hubschrauberbesatzung                                                                                  | Junchkinds Hubschrauber sollte Material auf den offenliegenden Reaktor abwerfen. Beim Endanflug kollidierte der Hubschrauber mit dem Kabel eines Krans und stürzte ab. | |